# ميخائيل كرامر
ميخائيل كرامر (بالألمانية: Michael Kramer)‏ هو عالم فلك ألماني، ولد في 31 ديسمبر 1967 في كولونيا في ألمانيا.